# Lindgrenite
La lindgrenite est un minéral rare de molybdate de cuivre de formule : Cu3(MoO4)2(OH)2. Elle se présente sous forme de cristaux tabulaires à lamellaires monocliniques verts à jaune-vert.
Elle a été décrite pour la première fois en 1935 à partir d'un spécimen de la mine de Chuquicamata, à Antofagasta, au Chili, et doit son nom au géologue économique suédo-américain Waldemar Lindgren (1860-1939) du Massachusetts Institute of Technology,.  

## Environnement et gisements
La lindgrenite est issue d'une hydratation proche de la surface des minéraux antérieurs (étape 47a du mode paragénétique) et constitue donc un minéral secondaire dérivé de sulfures de cuivre et de molybdène.
La lindgrenite se forme dans les parties oxydées des gisements de cuivre, dans le minerai de sulfure contenant du cuivre et du molybdène. Elle y est associée à l'antlérite, la molybdénite, la powellite, la brochantite, la chrysocolle, les oxydes de fer, au quartz, mais aussi à la limonite et l'hématite. La base de données minéralogiques, Mindat.org, recense 22 gisements dans le monde dont 12 aux États-Unis. 

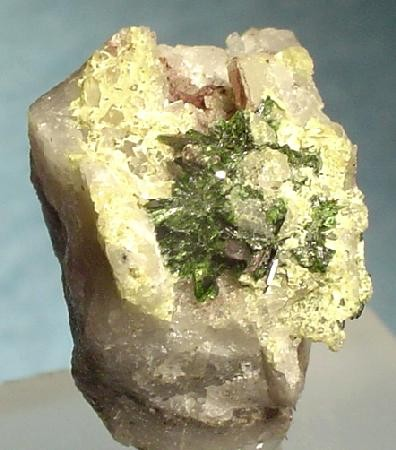
Lindgrenite dans une vacuole de quartz de la localité type de Chuquicamata (taille :)

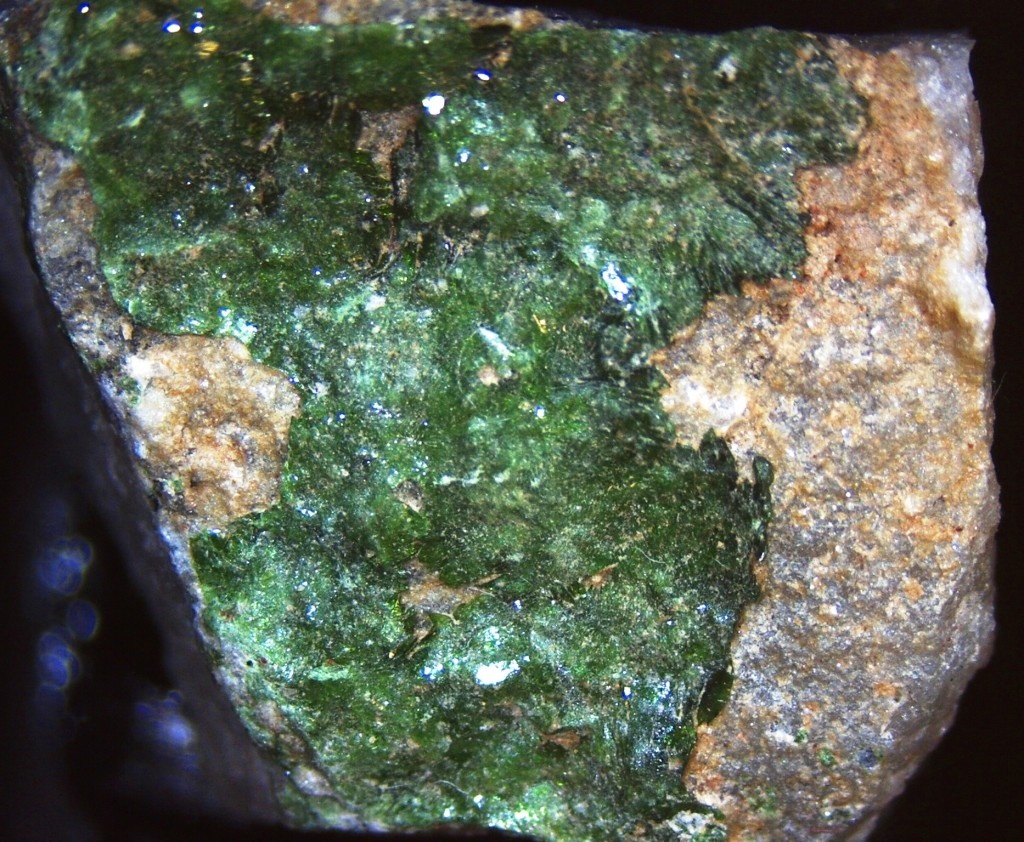
Lindgrenite, mine Inspiration, Arizona. Taille : 2 cm